# 1430
| 1430               |
| ------------------ |
| Dødsfald - Fødsler |
|                    |

| Gregoriansk kalender | 1430 MCDXXX             |
| Ab urbe condita      | 2183                    |
| Armensk kalender     | 879 ԹՎ ՊՀԹ              |
| Kinesiske kalender   | 4126 – 4127 己酉 – 庚戌 |
| Etiopisk kalender    | 1422 – 1423             |
| Jødisk kalender      | 5190 – 5191             |
| Hindukalendere       |                         |
| - Vikram Samvat      | 1485 – 1486             |
| - Shaka Samvat       | 1352 – 1353             |
| - Kali Yuga          | 4531 – 4532             |
| Iransk kalender      | 808 – 809               |
| Islamisk kalender    | 833 – 834               |

Konge i Danmark: Erik 7. 1396-1439
Se også 1430 (tal)

## Dødsfald
- 5. januar – Philippa af England, engelsk prinsesse, gift med Erik 7. af Pommern (født 1394).